# Leibnizregel für Parameterintegrale
Die Leibnizregel für Parameterintegrale erlaubt die Berechnung der Ableitung eines Parameterintegrals nach seinem Parameter.

## Definition
Gegeben sei das Parameterintegral
{\displaystyle F(t)=\int _{a(t)}^{b(t)}f(t,x)\mathrm {d} x,}
wobei die Funktion {\displaystyle f\colon (\alpha ,\beta )\times (c,d)\to \mathbb {R} }, {\displaystyle (t,x)\mapsto f(t,x)}, stetig mit stetiger partieller Ableitung nach der ersten Variablen,
{\displaystyle {\tfrac {\partial }{\partial t}}f\colon (\alpha ,\beta )\times (c,d)\to \mathbb {R} } ist und {\displaystyle a,b\colon (\alpha ,\beta )\to (c,d)} stetig differenzierbar sind. Dann ist {\displaystyle F} auf dem offenen Intervall {\displaystyle (\alpha ,\beta )} stetig differenzierbar.
Für die Ableitung gilt die Leibnizregel für Parameterintegrale:
{\displaystyle {\frac {d}{dt}}F(t)=f(t,b(t))b'(t)-f(t,a(t))a'(t)+\int _{a(t)}^{b(t)}{\tfrac {\partial }{\partial t}}f(t,x)\mathrm {d} x.}

## Herleitung
Zur Herleitung kann man die Funktion {\displaystyle \textstyle G(t,u,v)=\int _{u}^{v}f(t,x)\mathrm {d} x} definieren und zeigen, dass sie auf {\displaystyle (\alpha ,\beta )\times (c,d)\times (c,d)} stetig differenzierbar ist: {\displaystyle {\tfrac {\partial }{\partial t}}G} existiert wegen der Differenzierbarkeit des Parameterintegrals und ist stetig wegen der Stetigkeit des Parameterintegrals. Existenz und Stetigkeit von {\displaystyle {\tfrac {\partial }{\partial u}}G} und {\displaystyle {\tfrac {\partial }{\partial v}}G} folgen aus dem Hauptsatz der Differential- und Integralrechnung.
Mit der Kettenregel ergibt sich dann
{\displaystyle {\begin{aligned}F'(t)&={\frac {\mathrm {d} }{\mathrm {d} t}}G(t,a(t),b(t))={\tfrac {\partial }{\partial t}}G(t,a(t),b(t))\cdot 1+{\tfrac {\partial }{\partial u}}G(t,a(t),b(t))a'(t)+{\tfrac {\partial }{\partial v}}G(t,a(t),b(t))b'(t)\\&=\int _{a(t)}^{b(t)}{\tfrac {\partial }{\partial t}}f(t,x)\mathrm {d} x-f(t,a(t))a'(t)+f(t,b(t))b'(t).\end{aligned}}}

## Anwendungen
Anwendung findet die Leibnizregel für Parameterintegrale beispielsweise in der Herleitung der Euler-Lagrange-Gleichungen in der Variationsrechnung bei der Extremalisierung von (parametrisierten) Funktionalen.